# مونانگو (داکوتای شمالی)
مونانگو(به انگلیسی: Monango) شهری در ایالت داکوتای شمالی کشور ایالات متحده آمریکا است که جمعیت آن در سرشماری سال ۲۰۱۰ میلادی، ۳۶ نفر بوده‌است.